# Tombes rupestres de Takaida
Les tombes rupestres de Takaida (高井田横穴墓群, takaidayokoanabogun) sont un groupe de tombes creusées dans le tuf situé à Kashiwara, dans la préfecture d'Osaka au Japon.

## Description
Plus de deux cents tombes ont été identifiées sur le site. Elles datent de 550-650 ap. J.-C.
Les murs de certaines d'entre elles ont été gravés de dessins et graffiti : on peut reconnaître des humains, des embarcations, des oiseaux et des chevaux.

## Protection et mise en valeur
Le site des tombes rupestres est classé site historique du Japon. Un parc l'entoure ; on y trouve des aménagements explicatifs et le musée municipal.

## Galerie

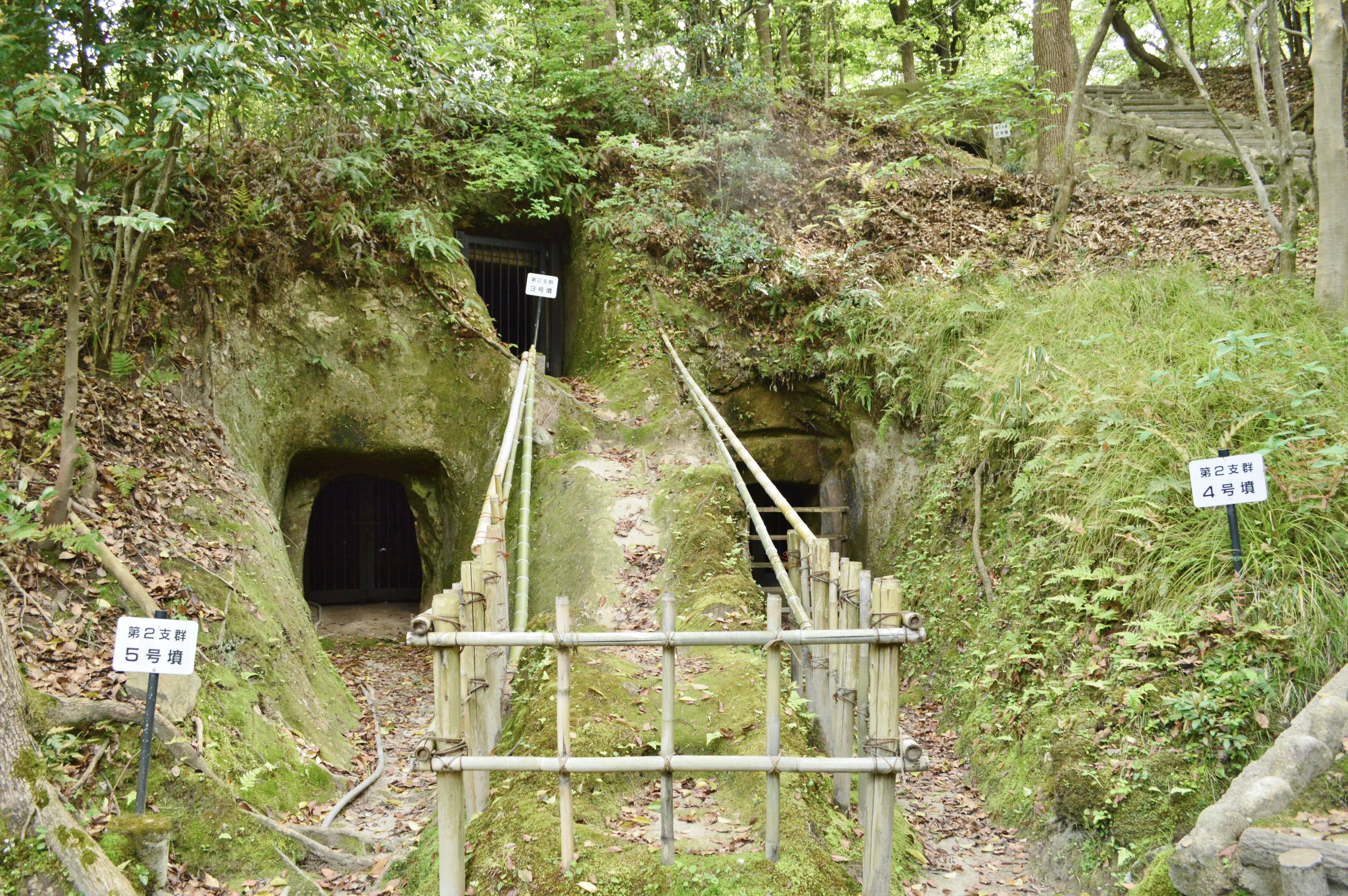
Groupe 2, tombes 3, 4 et 5.
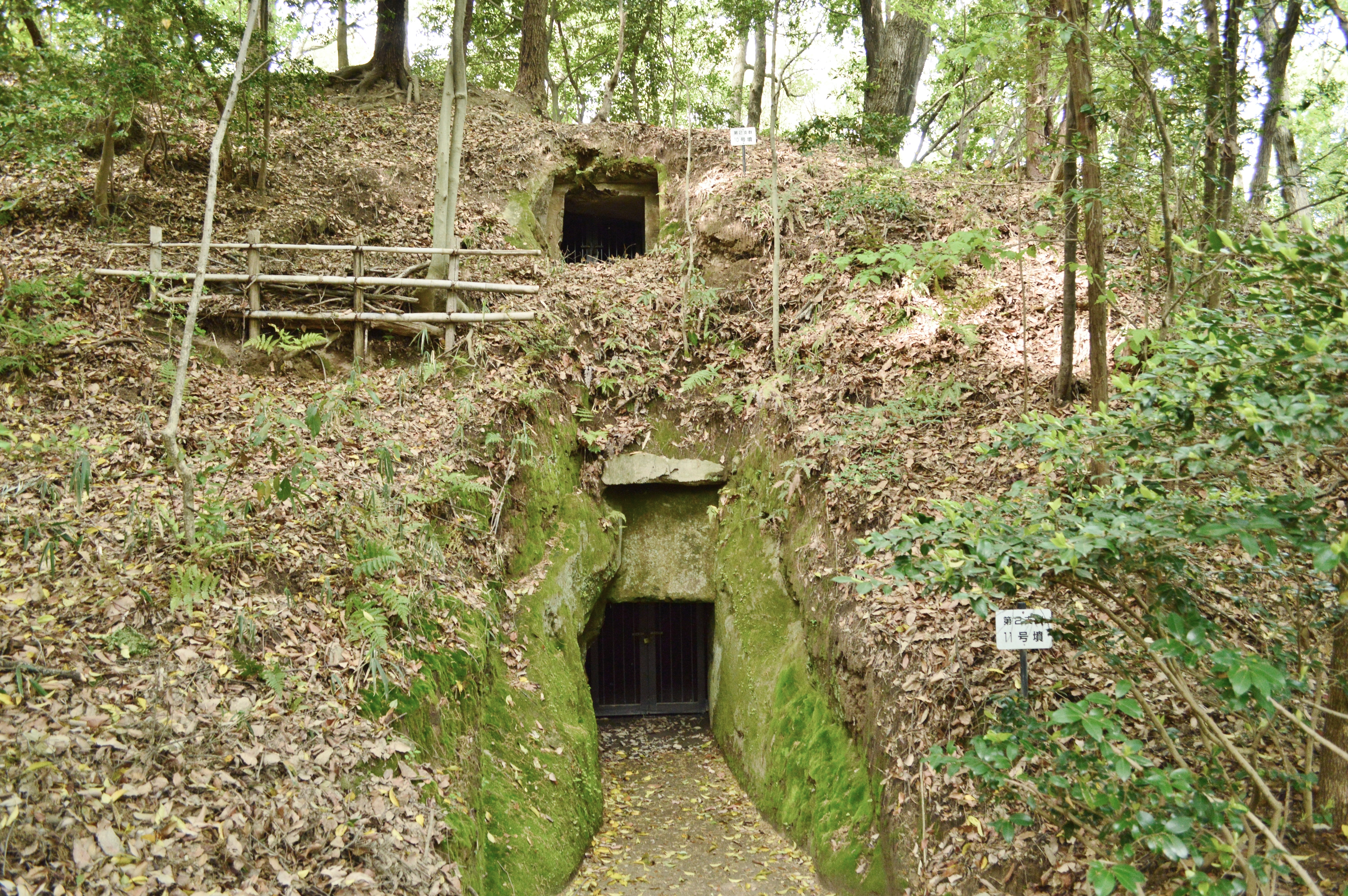
Groupe 2, tombes 10 et 11.
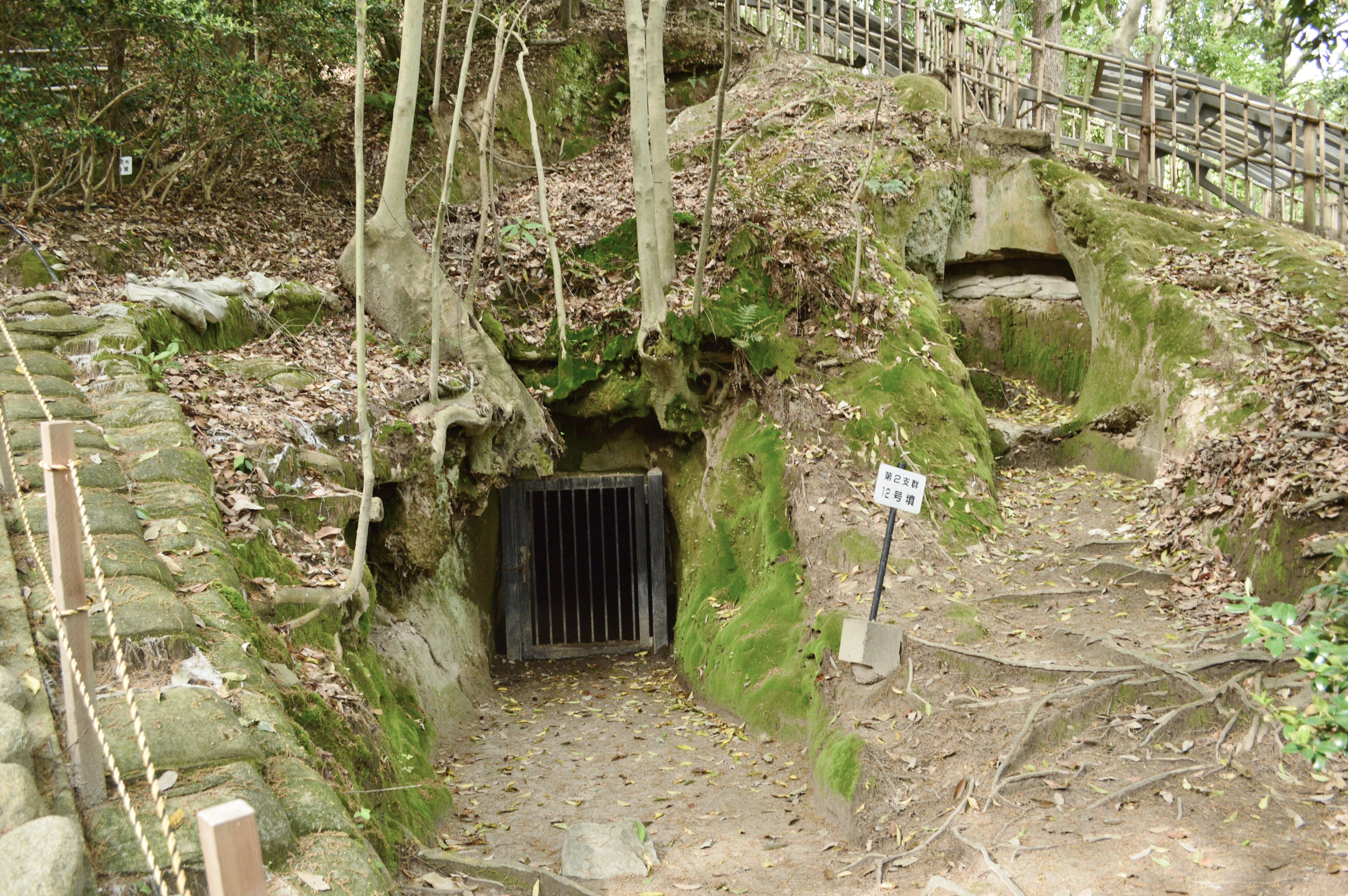
Groupe 2, tombe 12.
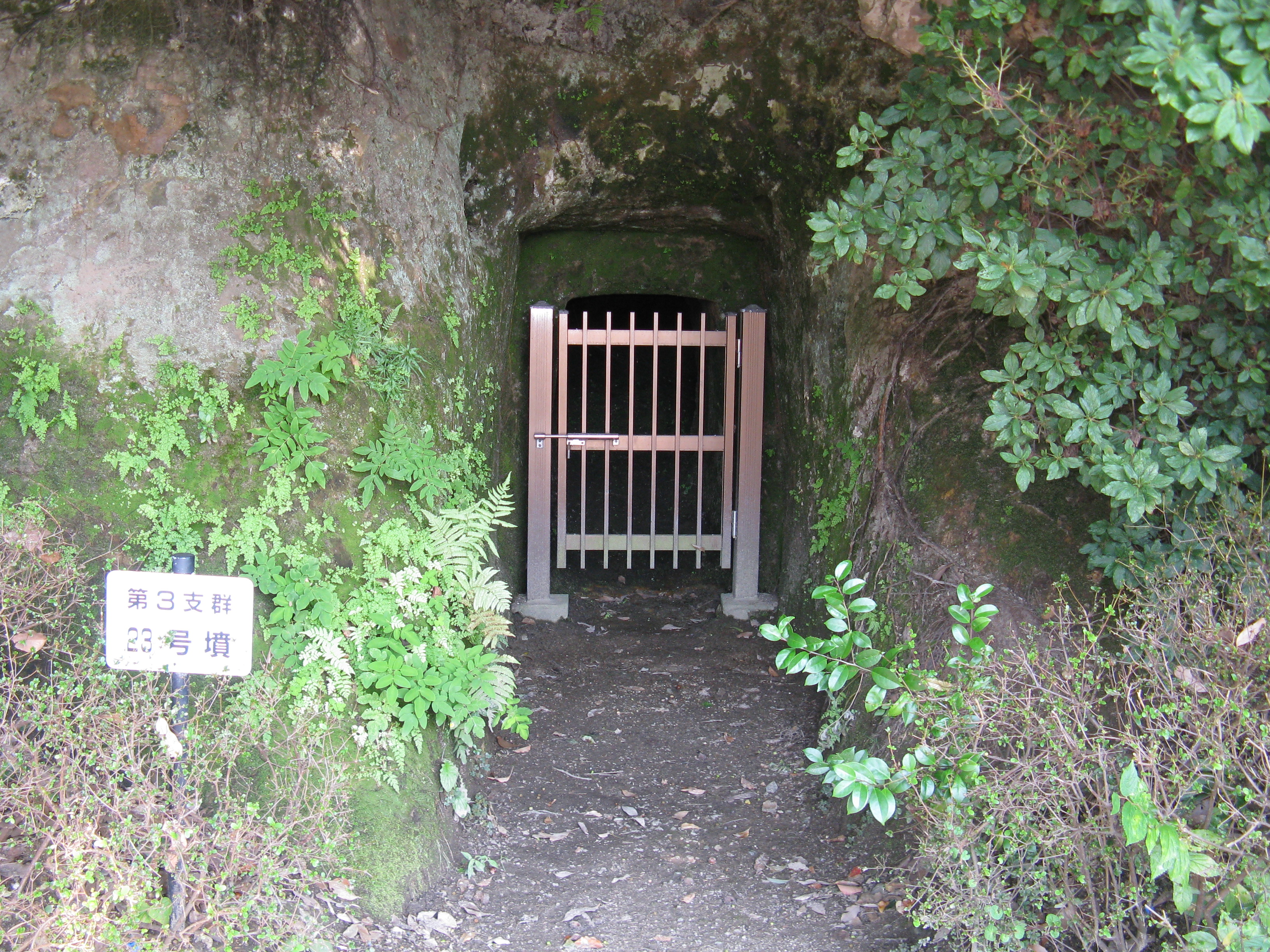
Groupe 3, tombe 23.
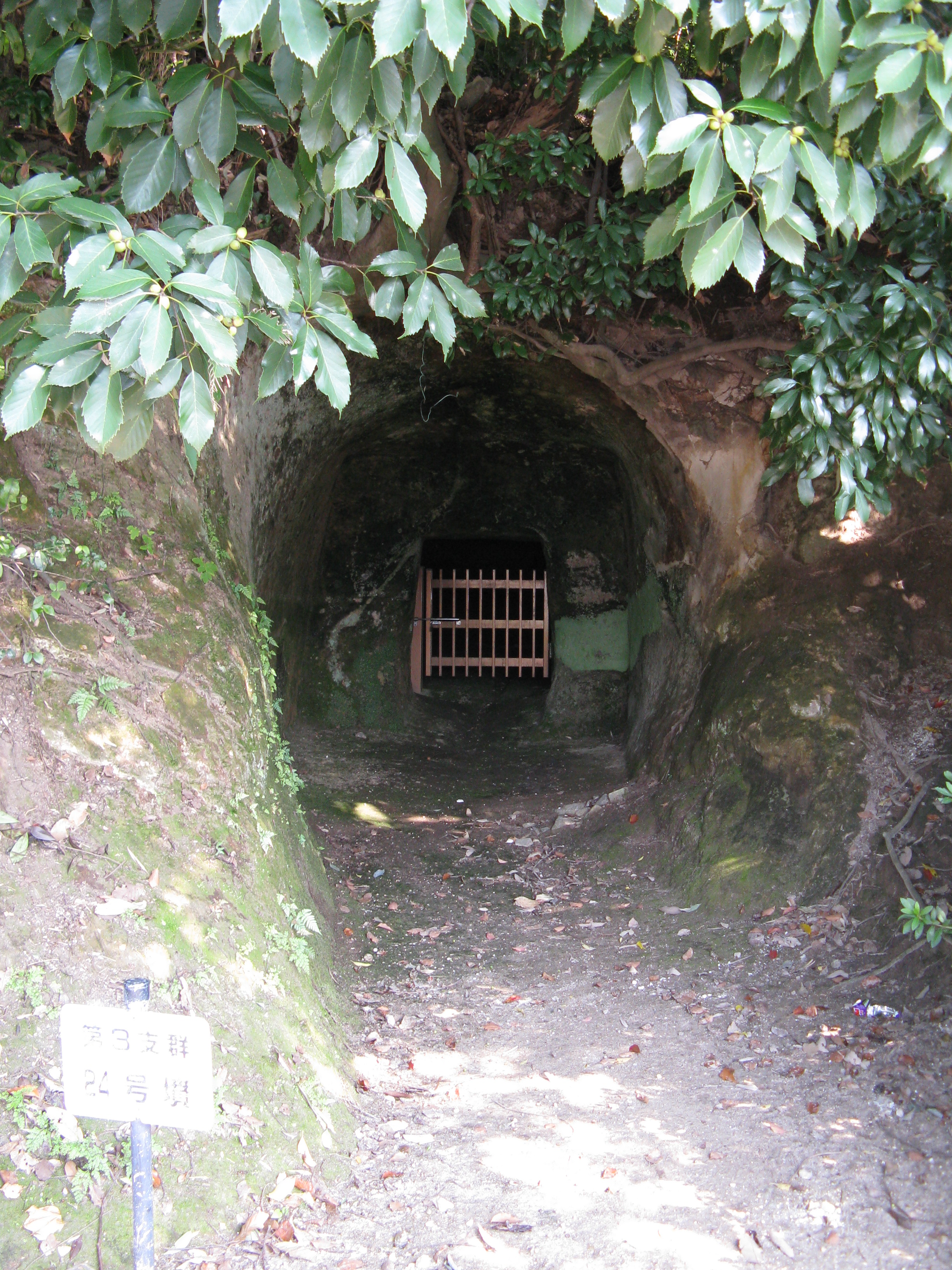
Groupe 3, tombe 24.
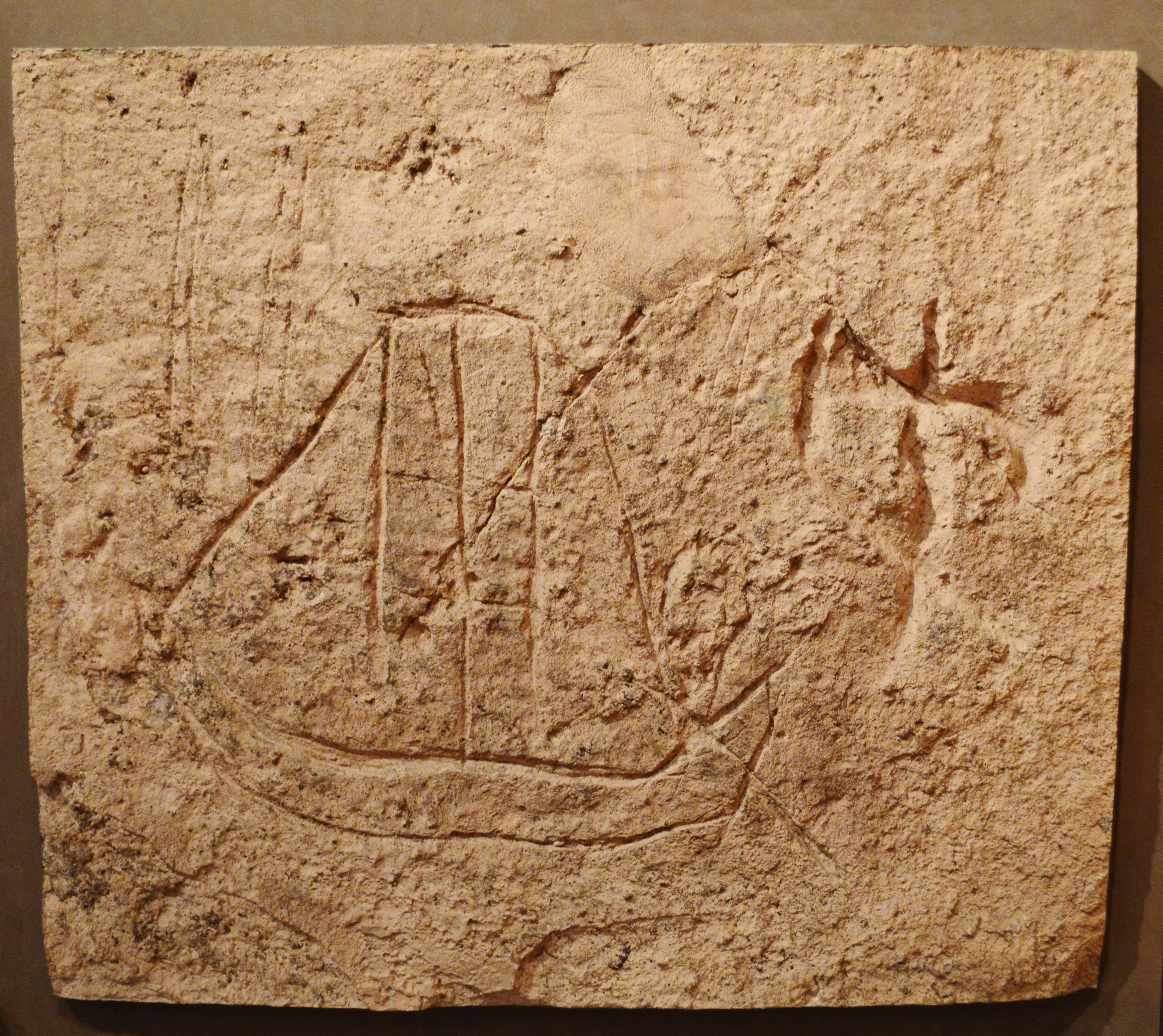
Représentation d'un bateau (Tombe 2.12).
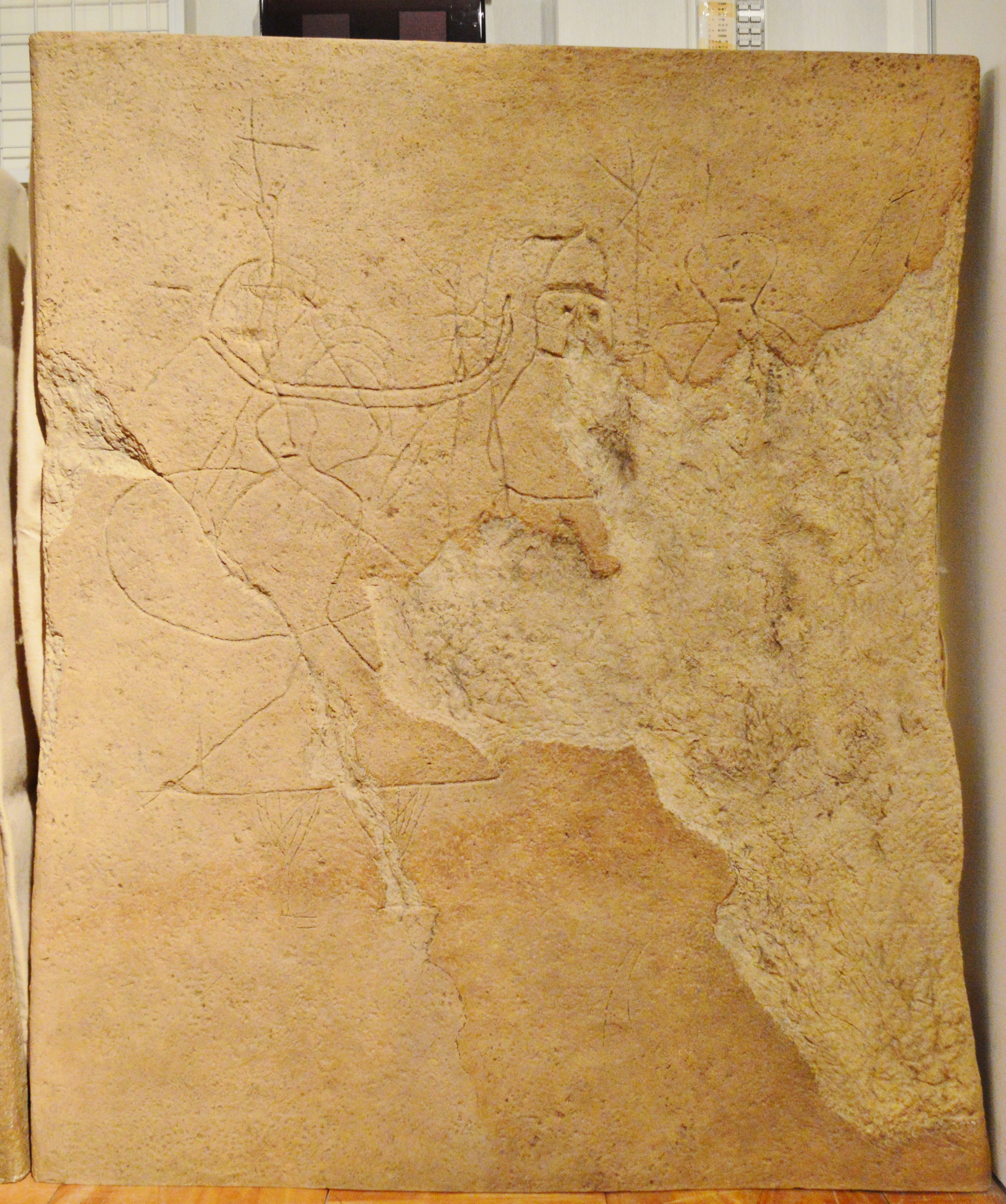
Représentation d’êtres humains (Tombe 3.5).
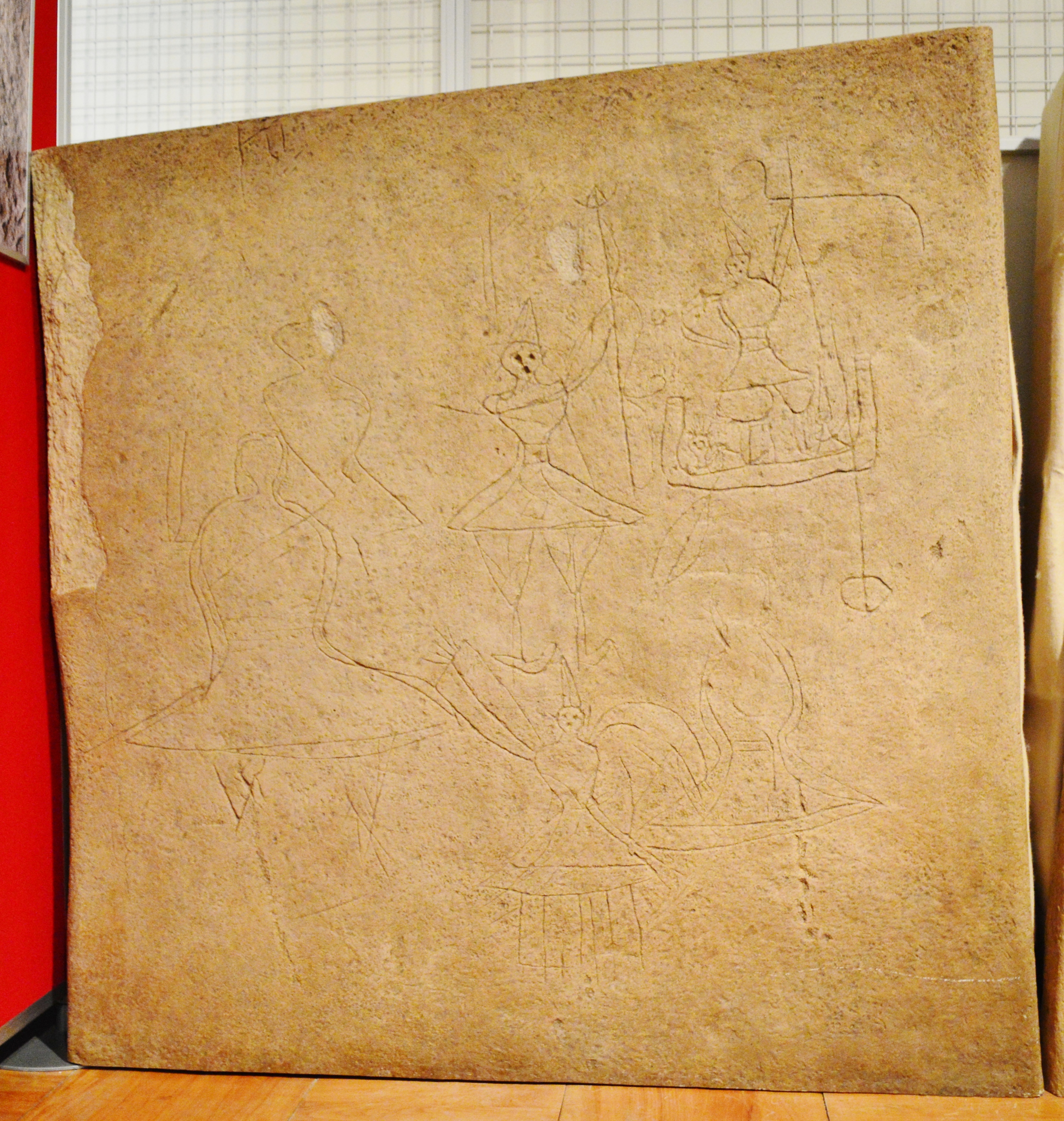
Représentation d’êtres humains et d'une petite embarcation (?) (Tombe 3.5).